# Chapuisia viridiaurea
Chapuisia viridiaurea là một loài bọ cánh cứng trong họ Chrysomelidae. Loài này được Laboissiere miêu tả khoa học năm 1920.